# Nancy Atherton
Nancy Atherton (* 1955 in Chicago, Illinois) ist eine US-amerikanische Kriminalschriftstellerin, die mit ihrer Familie in Colorado Springs lebt.

## Tante Dimity
Fast alle Romane der Tante-Dimity-Reihe spielen in England.
Lori Shepherd ist die Alleinerbin einer alten Dame, die sie bis dahin nur als „Tante Dimity“ aus den Geschichten ihrer Mutter gekannt hat. Deshalb zieht Lori nach dem Tod ihrer Mutter aus den Vereinigten Staaten in Dimitys Haus im idyllischen Dorf Finch in den Cotswolds.
Allerdings hält Dimity, obwohl sie eigentlich verstorben ist, durch ein blaues Tagebuch Kontakt zu Lori. Sie unterstützt so Lori, die sich immer wieder in Kriminalfälle einmischt und auch selbst oft in Gefahr gerät. Ein weiterer Wegbegleiter Loris ist ihr rosa Plüschhase Reginald, den sie als Kleinkind von Tante Dimity bekommen hat und der auch ein gewisses Eigenleben besitzt.

## Nominierungen
- 1995: Nominierung von Aunt Dimity and the Duke für den Dilys Award

## Werke
Die deutschen Erstpublikationen erscheinen in der Penguin Random House Verlagsgruppe und in anderen Bertelsmann-Verlagen. Von November 2016 an sind alle Bände als E-Books bei beTHRILLED, dem digitalen Krimi-Label von Bastei Lübbe erhältlich.
1. Tante Dimity und das geheimnisvolle Erbe (Aunt Dimity's Death, 1992), 2006, 2008, ISBN 3-442-36856-1, 2016
2. Tante Dimity und der verschwiegene Verdacht (Aunt Dimity and the Duke, 1994), 2006, 2008, ISBN 3-442-36928-2, 2016
3. Tante Dimity und der unerhörte Skandal (Aunt Dimity's Good Deed, 1996), 2006, 2009, ISBN 3-442-36929-0, 2016
4. Tante Dimity und das verborgene Grab (Aunt Dimity Digs In, 1998), 2006, 2016
5. Tante Dimity und der Fremde im Schnee (Aunt Dimity's Christmas, 1999), 2007, 2016
6. Tante Dimity und der Kreis des Teufels (Aunt Dimity Beats the Devil, 2000), 2007, 2017
7. Tante Dimity und der unbekannte Mörder (Aunt Dimity: Detective, 2001), 2007, 2017
8. Tante Dimity und der skrupellose Erpresser (Aunt Dimity Takes a Holiday, 2003), 2007, 2017
9. Tante Dimity und der unheimliche Sturm (Aunt Dimity: Snowbound, 2004), 2007, 2017
10. Tante Dimity und der verhängnisvolle Brief (Aunt Dimity and the Next of Kin, 2005), 2007, 2017
11. Tante Dimity und die unheilvolle Insel (Aunt Dimity and the Deep Blue Sea, 2006), 2008, 2017
12. Tante Dimity und der Wilde Westen (Aunt Dimity Goes West, 2007), 2008, 2017
13. Tante Dimity und die Jagd nach dem Vampir (Aunt Dimity: Vampire Hunter, 2008) Club Premiere, Rheda 2009, ohne ISBN, 2017
14. Tante Dimity und der gefährliche Drache (Aunt Dimity Slays the Dragon, 2009) 2009, 2017
15. Tante Dimity und die Geister am Ende der Welt (Aunt Dimity Down Under, 2010) 2010, 2017
16. Tante Dimity und das verhexte Haus (Aunt Dimity and the Family Tree, 2011) 2011, 2017
17. Tante Dimity und die Dorfhexe (Aunt Dimity and the Village Witch, 2012) 2012, 2017
18. Tante Dimity und der verschwundene Prinz (Aunt Dimity and the Lost Prince, 2013) 2013, 2017
19. Tante Dimity und der Wunschbrunnen (Aunt Dimity and the Wishing Well, 2014) 2014, 2017
20. Tante Dimity und das Geheimnis des Sommerkönigs (Aunt Dimity and the Summer King, 2015) 2015, 2017
21. Tante Dimity und der verlorene Schatz (Aunt Dimity and the Buried Treasure, 2016) 2016, 2017
22. Tante Dimity und der Fluch der Witwe (Aunt Dimity and the Widow's Curse, 2017) 2017, 2018
23. Tante Dimity und das wunderliche Wirtshaus (Aunt Dimity and The King's Ransom, 2018) 2018, 2019
24. Tante Dimity und das Herz aus Gold (Aunt Dimity and the Heart of Gold, 2019) 2019, 2020
25. Tante Dimity und das verzauberte Cottage (Aunt Dimity and the Enchanted Cottage, 2022) 2022, ISBN 978-3-7517-0898-2